# Søren Kaare-Andersen
Søren Kaare-Andersen (født 10. september 1958 i København) er en dansk erhvervsleder.
Han blev i 1983 cand.polit. fra Københavns Universitet og herefter ansat i børsmæglerfirmaet Benzon Bankier.
I 1994 kom han til GiroBank, der siden blev fusioneret med Sparekassen Bikuben til BG Bank. Efter fusion med Danske Bank blev han ansvarlig for BG Bank-delen, indtil navnet blev opgivet i 2007 efter hans afgang. 
Fra 1. juli 2007 var han administrerende direktør i Roskilde Bank. 24. august 2008 blev bankaktiviteten solgt til Nationalbanken og Det Private Beredskab til Afvikling af Nødlidende Banker, Sparekasser og Andelskasser.
Søren Kaare-Andersen har hævdet, at han var uvidende om Roskilde Banks problemer da han overtog direktørposten. Det er efterfølgende blevet oplyst, at han inden han tiltrådte var til en samtale i Finanstilsynet, hvor han angiveligt fik at vide, at der var problemer i banken. Under sin korte tid som direktør i banken nåede han ikke at nedbringe højrisikoudlånene i tilstrækkelig grad, før det var for sent.